# 泡角跳虫属未命名物种“HC”
泡角跳虫属未命名物种“HC”（学名：Ceratophysella sp. nov. 'HC'），是一种越南特有且尚未被正式描述的泡角跳虫属物种。该物种仅于2006年在坚江省Nui Chua Hang山中的Hang Kim Cuong洞中被发现过一次，而在对该处和山上其他洞穴的两次额外搜寻中均未能再次发现它们。该物种可能已因为洞穴旅游业对其生境的严重干扰导致的栖息地质量下降而灭绝。但该物种可能仍生存于山中较深的裂缝中，现时Hang Kim Cuong洞可到达的通道已不能发现它们。
该物种生存于贫瘠的栖息地中，而与球角跳科中其他的洞穴物种不同，它们被发现于长有植物根系的土壤而非蝙蝠粪便中，它们是球角跳科中唯一一种已知的不生存于粪便中的热带洞穴物种。而泡角跳虫属中的其他物种被发现于温带或是山地地区，该热带物种被认为是一种残遗种。